# Tercer Senado Tschentscher
El tercer Senado de Peter Tschentscher ejerce el poder ejecutivo de Hamburgo, a partir del 7 de mayo de 2025. Encabezado por el político Peter Tschentscher, el gobierno estuvo integrado por el Partido Socialdemócrata de Alemania (SPD) y Alianza 90/Los Verdes (B'90/Grüne).

## Mandato
Este gobierno está dirigido por el alcalde gobernante socialdemócrata Peter Tschentscher. Está formado y apoyado por una coalición entre el Partido Socialdemócrata de Alemania (SPD) y Alianza 90/Los Verdes (B'90/Grüne). Juntos tienen 70 diputados de 121 de los escaños en el Parlamento de Hamburgo.
Por lo tanto, sucede al Segundo Senado Tschentscher, formado por el SPD y la B'90/Grüne.

## Gabinete ministerial
Partido Socialdemócrata de Alemania     Alianza 90/Los Verdes

### Alcalde Gobernante de Hamburgo
| Fotografía | Alcalde Gobernante | Período           | Período     | Partido | Partido |
| Fotografía | Alcalde Gobernante | Inicio            | Fin         | Partido | Partido |
| ---------- | ------------------ | ----------------- | ----------- | ------- | ------- |
|            | Peter Tschentscher | 7 de mayo de 2025 | En el cargo |         |         |

### Alcaldesa
| Fotografía | Vice primer ministro | Período           | Período     | Partido | Partido |
| Fotografía | Vice primer ministro | Inicio            | Fin         | Partido | Partido |
| ---------- | -------------------- | ----------------- | ----------- | ------- | ------- |
|            | Katharina Fegebank   | 7 de mayo de 2025 | En el cargo |         |         |

### Senadores
| Ministerio                                 | Fotografía | Titular              | Período           | Período     | Partido | Partido |
| Ministerio                                 | Fotografía | Titular              | Inicio            | Fin         | Partido | Partido |
| ------------------------------------------ | ---------- | -------------------- | ----------------- | ----------- | ------- | ------- |
| Ciencia, Investigación e Igualdad          |            | Maryam Blumenthal    | 7 de mayo de 2025 | En el cargo |         |         |
| Cultura y Medios de Comunicación           |            | Carsten Brosda       | 7 de mayo de 2025 | En el cargo |         |         |
| Desarrollo Urbano y Vivienda               |            | Karen Pein           | 7 de mayo de 2025 | En el cargo |         |         |
| Economía, Empleo e Innovación              |            | Melanie Leonhard     | 7 de mayo de 2025 | En el cargo |         |         |
| Educación, Familia y Formación Profesional |            | Ksenija Bekeris      | 7 de mayo de 2025 | En el cargo |         |         |
| Finanzas y Distritos                       |            | Andreas Dressel      | 7 de mayo de 2025 | En el cargo |         |         |
| Interior y Deporte                         |            | Andy Grote           | 7 de mayo de 2025 | En el cargo |         |         |
| Justicia y Protección del Consumidor       |            | Anna Gallina         | 7 de mayo de 2025 | En el cargo |         |         |
| Medio Ambiente                             |            | Katharina Fegebank   | 7 de mayo de 2025 | En el cargo |         |         |
| Salud, Asuntos Sociales e Integración      |            | Melanie Schlotzhauer | 7 de mayo de 2025 | En el cargo |         |         |
| Transporte y Movilidad                     |            | Anjes Tjarks         | 7 de mayo de 2025 | En el cargo |         |         |